# Mahalalel
Mahalalel (hebrejski מהללאל, arapski مهلائيل) je lik iz Biblije, spomenut kao jedan od patrijarha prije potopa. 

## UBibliji
Mahalalel je bio sin Kenana, unuk Enoša. U Bibliji se o njemu kaže sljedeće:
"Kad je Kenanu bilo sedamdeset godina, rodi mu se Mahalalel."
"Kad je Mahalalelu bilo šezdeset i pet godina, rodi mu se Jered. Po rođenju Jeredovu Mahalalel je živio osam stotina i trideset godina te mu se rodilo još sinova i kćeri. Mahalalel poživje u svemu osam stotina devedeset i pet godina. Potom umrije."
Mahalalelov je unuk bio Henok.

## UKnjizi Jubileja
Prema Knjizi Jubileja, Mahalalelova je žena bila njegova sestrična Dina, majka Jereda. Mahalalelova je majka bila žena znana kao Mualelet, koja je bila Kenanova sestra. 